# Relations entre la Grèce et l'Union européenne
 (août 2025).
Améliorez-le ou discutez des points à vérifier. 
Les relations entre la Grèce et l'Union européenne sont des relations verticales impliquant l'organisation supranationale et un de ses États membres.

## Historique

### Processus d'adhésion à la CEE (1974-1981)
La Grèce a déposé sa candidature à la Communauté économique européenne le 12 juin 1975. Par cette candidature, la Grèce souhaite notamment développer son économie, consolider la démocratie après la dictature des colonels, s'ancrer à l'Ouest et s'affranchir de la tutelle politique et économique américaine. À cette époque, la Grèce évoque un possible retrait du pays de la structure militaire intégrée de l'OTAN.
En Grèce, le parti conservateur Nouvelle Démocratie, dirigé par Constantin Caramanlis, soutient la procédure d'adhésion tandis que le parti socialiste d'Andréas Papandréou et les communistes pro-soviétiques s'y opposent craignant une plus grande dépendance économique du pays. Konstantínos Karamanlís compte sur le soutien de la France à la candidature grecque.
La Commission, réservée sur la candidature, formule un avis détaillé au Conseil dans un rapport du 29 janvier 1976. Ce rapport, tout en soulignant l'importance politique que constituerait l'adhésion de la Grèce à la CEE, souligne les retards économiques et agricoles de la Grèce par rapport à l'Europe des Neuf. Afin d'harmoniser la situation de la Grèce avec celle des autres États membres, la Commission propose une période de pré-adhésion. Elle souligne aussi le contentieux entre la Grèce et la Turquie au sujet de l'occupation de la partie nord de l'île de Chypre par l'armée turque.
À l'origine réticent, le chancelier Helmut Schmidt finit par soutenir l'adhésion de la Grèce au même titre que le président Valéry Giscard d'Estaing,,. Le premier pour des raisons économiques, le second pour des raisons politiques. Selon le président français, l'adhésion permettra la stabilisation et la consolidation de la démocratie grecque tandis que le chancelier allemand y verrait l'opportunité d'améliorer les relations commerciales de l'Allemagne avec la Grèce.
Finalement, les ministres des Affaires étrangères allemand, Hans-Dietrich Genscher, et néerlandais, Max van der Stoel, vont relancer le processus politique et convaincre leurs homologues de soutenir la demande grecque. Finalement, le Conseil des ministres accepte la candidature grecque le 9 février 1976 sans prendre en compte la position de la Commission européenne au sujet d'une période de pré-adhésion.
Dès lors les négociations commencent officiellement le 27 juillet 1976 pour s'achever le 23 mai 1979. Le traité d'Athènes est signé le 28 mai 1979 puis est ratifié par le Parlement grec le 28 juin 1979.

### Sous le gouvernement de Geórgios Rállis (1981)
La Grèce adhère finalement à la CEE le 1er janvier 1981, lors du mandat de Geórgios Rállis. Au terme de ce processus, la Grèce se voit accorder un délai de cinq ans (donc prenant fin en 1986) pour adapter son économie aux règles communautaires afin de pouvoir, par la suite, intégrer l'union douanière. En outre, un délai de sept ans (donc jusqu'à 1988) est prévu pour certains sujets : la libre circulation des travailleurs et des produits agricoles (pêches, tomates, etc.).
Il représente la Grèce au réunions du Conseil européen des 23 et 24 mars 1981 et des 29 et 30 juin 1981.

### Sous les gouvernements d'Andréas Papandréou I et II (1981-1989)
Andréas Papandréou devient Premier ministre après les élections du 18 octobre 1981. Opposé à l'adhésion durant les négociations et durant sa campagne, il exige des dérogations et des aides accrues pour maintenir le pays dans la CEE. Bien qu'ils ne parviennent pas à faire modifier les règles fondamentales des traités, il réussit à obtenir davantage d'aides communautaires. Finalement, il maintient l'adhésion de la Grèce à la CEE ainsi que sa place dans l'OTAN.
Avec les aides publiques disponibles à la suite de l'adhésion, Andréas Papandréou modernise le pays, à l'exception de son économie et de ses administrations (dans lesquelles le clientélisme persiste). Joëlle Dalègre estime ainsi que le pays ne s'adapte pas aux règles européennes.
Les 26 et 27 novembre 1981, il représente la Grèce lors du Conseil européen à Londres.
De même, il sera présent aux réunions du Conseil européen des 29 et 30 mars 1982, des 28 et 29 juin 1982, des 3 et 4 décembre 1982, des 21 et 22 mars 1983 et du 17 au 19 juin 1983.
Le 1er juillet 1983, la Grèce prend pour la première fois la présidence du Conseil des Communautés européennes. Le Conseil des ministres sera alors présidé par le ministre des Affaires étrangères grec de l'époque, Grigóris Várfis. À partir de cette même date, Andréas Papandréou prend la présidence du Conseil européen. Il présidera ainsi la réunion du 4 au 6 décembre 1983 à Athènes. La présidence grecque de ces institutions prit fin le 31 décembre 1983.
Une nouvelle fois, Andréas Papandréou représentera la Grèce aux réunions du Conseil européen des 19 et 20 mars 1984, des 25 et 26 juin 1984, des 3 et 4 décembre 1984, des 29 et 30 mars 1985, des 28 et 29 juin 1985, des 2 et 3 décembre 1985, des 26 et 27 juin 1986, des 5 et 6 décembre 1986, des 29 et 30 juin 1987, des 4 et 5 décembre 1987, des 11 au 13 février 1988 et des 27 et 28 juin 1988.
Le 1er juillet 1988, la Grèce prend pour la seconde fois la présidence du Conseil des Communautés européennes. Le Conseil des ministres est alors présidé par le ministre des Affaires étrangères grec de l'époque, Theódoros Pángalos. À partir de cette même date, Andréas Papandréou prend la présidence du Conseil européen. Il présidera ainsi la réunion des 2 et 3 décembre 1988 à Rhodes. La présidence grecque de ces institutions prit fin le 31 décembre 1988.
Andréas Papandréou participera au Conseil européen des 26 et 27 juin 1989.

### Sous le gouvernement de Ioannis Grivas (1989)
Ioánnis Grívas participera au Conseil européen informel du 18 novembre 1989.

### Sous le gouvernement de Kóstas Simítis (1996-2004)
En mars 2000, le gouvernement grec affirme respecter les critères de convergence. Toutefois, l'agence Eurostat remarque que la Grèce a utilisé des « astuces comptables » pour améliorer la perception de sa situation économique. Finalement, la Grèce intègre la zone euro le 1er janvier 2001.

### Sous le gouvernement de Geórgios Papandréou (2009-2011)
Le 23 avril 2010, le gouvernement de Geórgios Papandréou requiert l'aide du FMI et de l'UEM. En effet, la dette du pays est alors de 350 milliards d'euros et le pays ne peut plus emprunter sur les marchés pour la rembourser. Après négociation un accord est trouvé le 2 mai 2010. Athènes obtient des crédits de l'Union européenne et du FMI à hauteur de 110 milliards d'euros sur trois ans (80 milliards d'euros prêtés par les pays de la zone euro et 30 milliards par le FMI).
En septembre 2011, la Troïka dénonce le retard prit par le gouvernement grec dans les réformes.
Le 31 octobre 2011, Papandréou annonce par surprise la tenue d'un référendum sur le second plan de sauvetage. Le 2 novembre 2011, lors du sommet du G20 de Cannes, la chancelière Angela Merkel et le président Nicolas Sarkozy demandent des explications au Premier ministre grec et avertissent ce dernier que, si un référendum devait être organisé, celui devra porter sur le maintien de la Grèce dans la zone euro. Finalement, Geórgios Papandréou renonce au référendum et démissionne le 9 novembre 2011.

### Sous le gouvernement de Loukás Papadímos (2011-2012)
Le 9 mars 2012, un accord est trouvé entre les créanciers privés et la Grèce qui permet l'effacement d'une partie de la dette grecque, évitant ainsi un défaut de paiement.

### Sous le gouvernement d'Aléxis Tsípras (2015-2019)

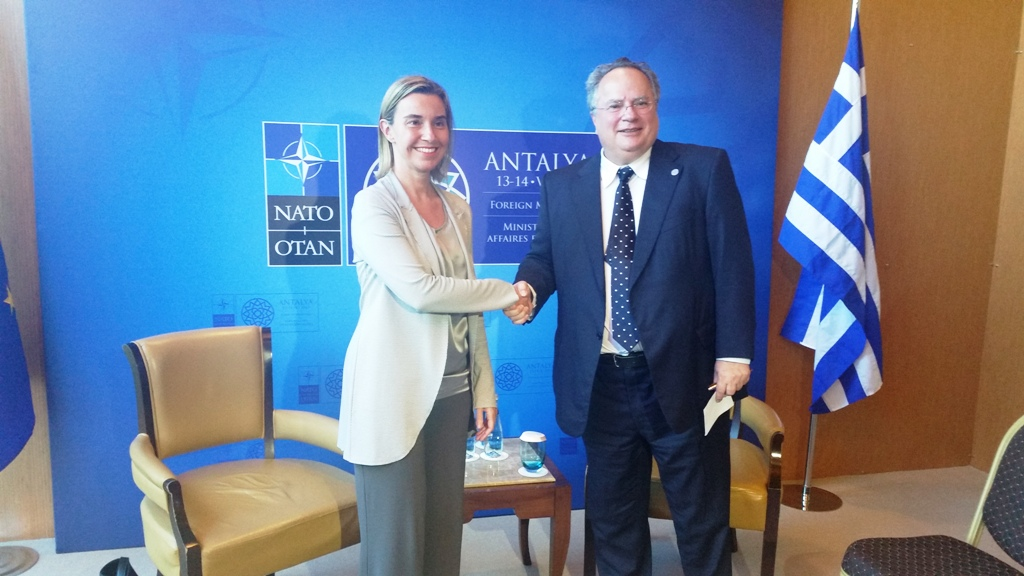
Rencontre du ministre des Affaires étrangères, Níkos Kotziás et de la Haute représentante, Federica Mogherini, en Turquie, lors d'un sommet de l'OTAN en 2015.